# Ernst Knaack

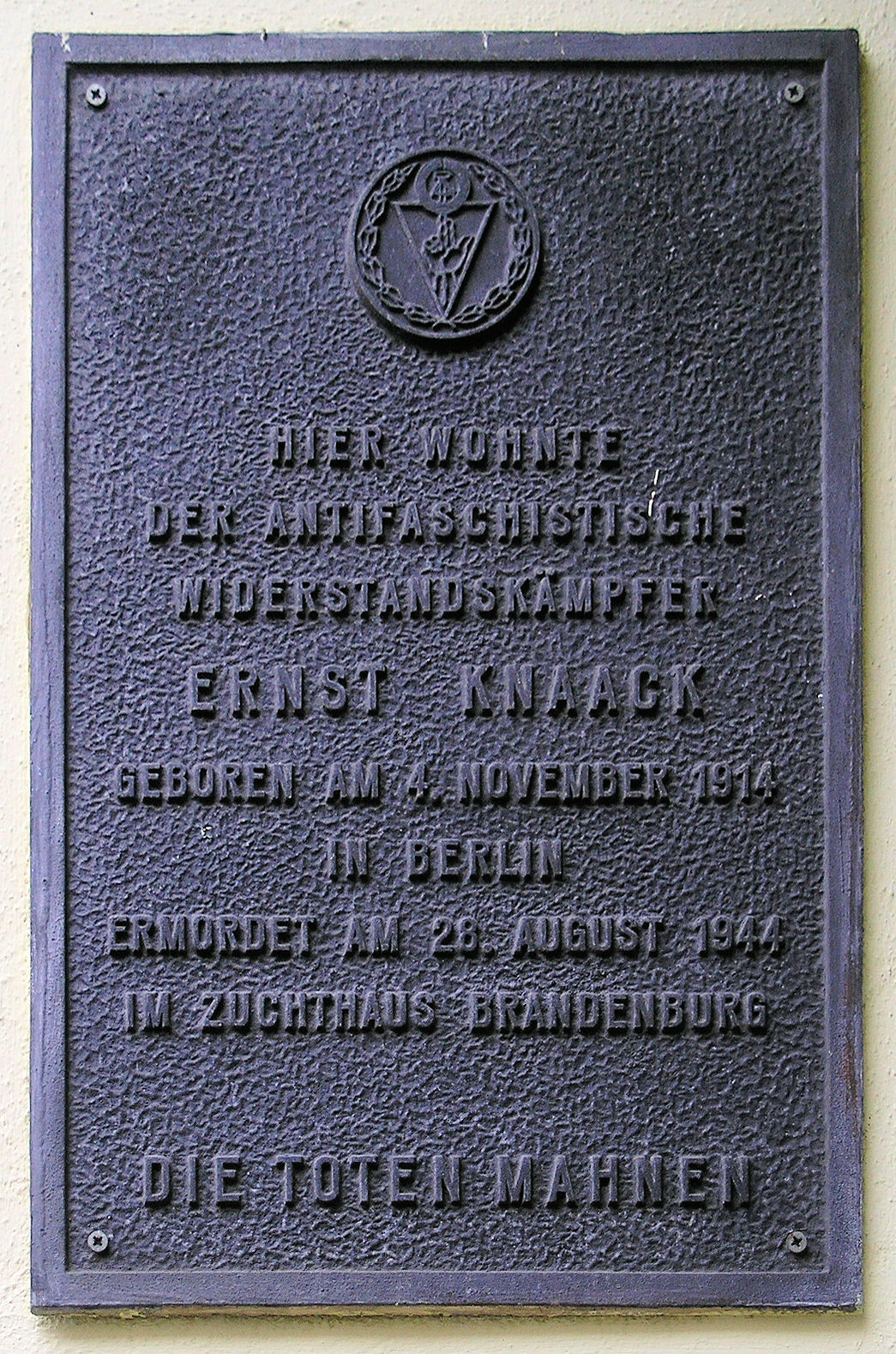
Gedenktafel am Haus Kastanienallee 16, in Berlin-Prenzlauer Berg

Ernst Knaack (* 4. November 1914 in Berlin; † 28. August 1944 in Brandenburg) war ein deutscher Kommunist und Widerstandskämpfer gegen den Nationalsozialismus.

## Leben
1928 schloss Knaack sich dem Kommunistischen Jugendverband Deutschlands (KJVD) an. Er übte die Funktion des Leiters für Agitation und Propaganda im Bezirk Prenzlauer Berg aus. Ab 1933 kämpfte er gegen die NS-Herrschaft. 1935 wurde er zum ersten Mal verhaftet und am 2. Oktober 1936 vom Kammergericht Berlin zu zwei Jahren Zuchthaus verurteilt. Nach der Entlassung aus der Haft schloss sich Knaack der illegalen Organisation um Robert Uhrig an. Am 26. März 1942 verhaftete die Gestapo ihn erneut und überführte ihn in das KZ Sachsenhausen, wo er bis zu seinem Prozess verblieb. Am 6. Juli 1944 fällte der Volksgerichtshof das Todesurteil über ihn.

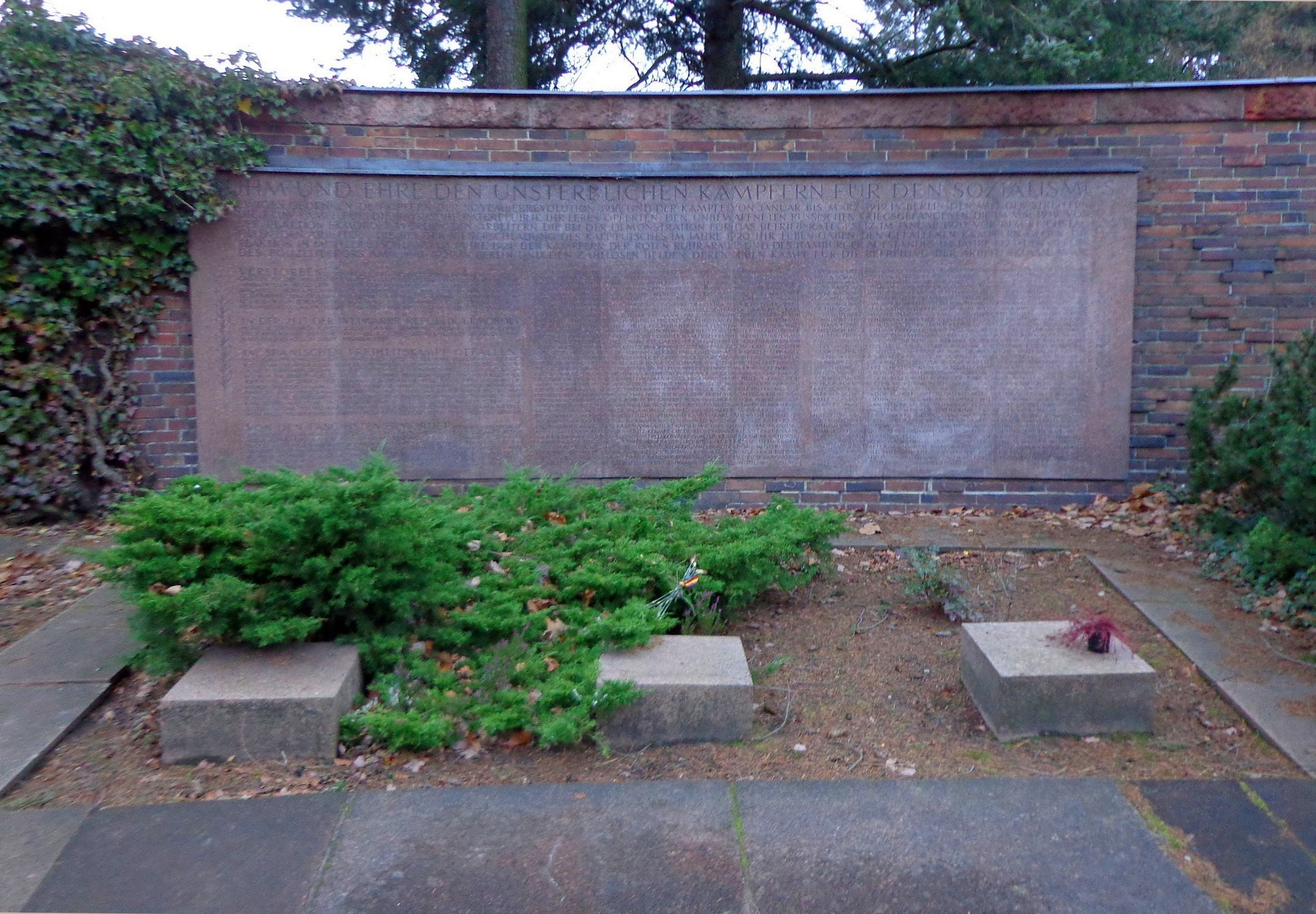
Gedenkstätte der Sozialisten, Porphyr-Gedenktafel an der Ringmauer mit Urnensammelgrab

Nach der Hinrichtung im Zuchthaus Brandenburg-Görden wurde sein Leichnam im Krematorium Brandenburg verbrannt. Im Jahr 1946 wurden zahlreiche Urnen mit der Asche von in der Zeit des Nationalsozialismus hingerichteten Widerstandskämpfern aus den damaligen Berliner Bezirken Lichtenberg, Kreuzberg und Prenzlauer Berg auf den Zentralfriedhof Friedrichsfelde überführt, von denen besonders viele im Zuchthaus Brandenburg-Görden enthauptet worden waren. Ihre sterblichen Überreste fanden schließlich in der 1951 eingeweihten Gedenkstätte der Sozialisten  (Urnensammelgrab bei der großen Porphyr-Gedenktafel auf der rechten Seite der Ringmauer) ihren endgültigen Platz. Neben Ernst Knaack  erhielten auf diese Weise auch viele andere Widerstandskämpfer  eine würdige Grabstätte und einen Gedenkort.

## Würdigung

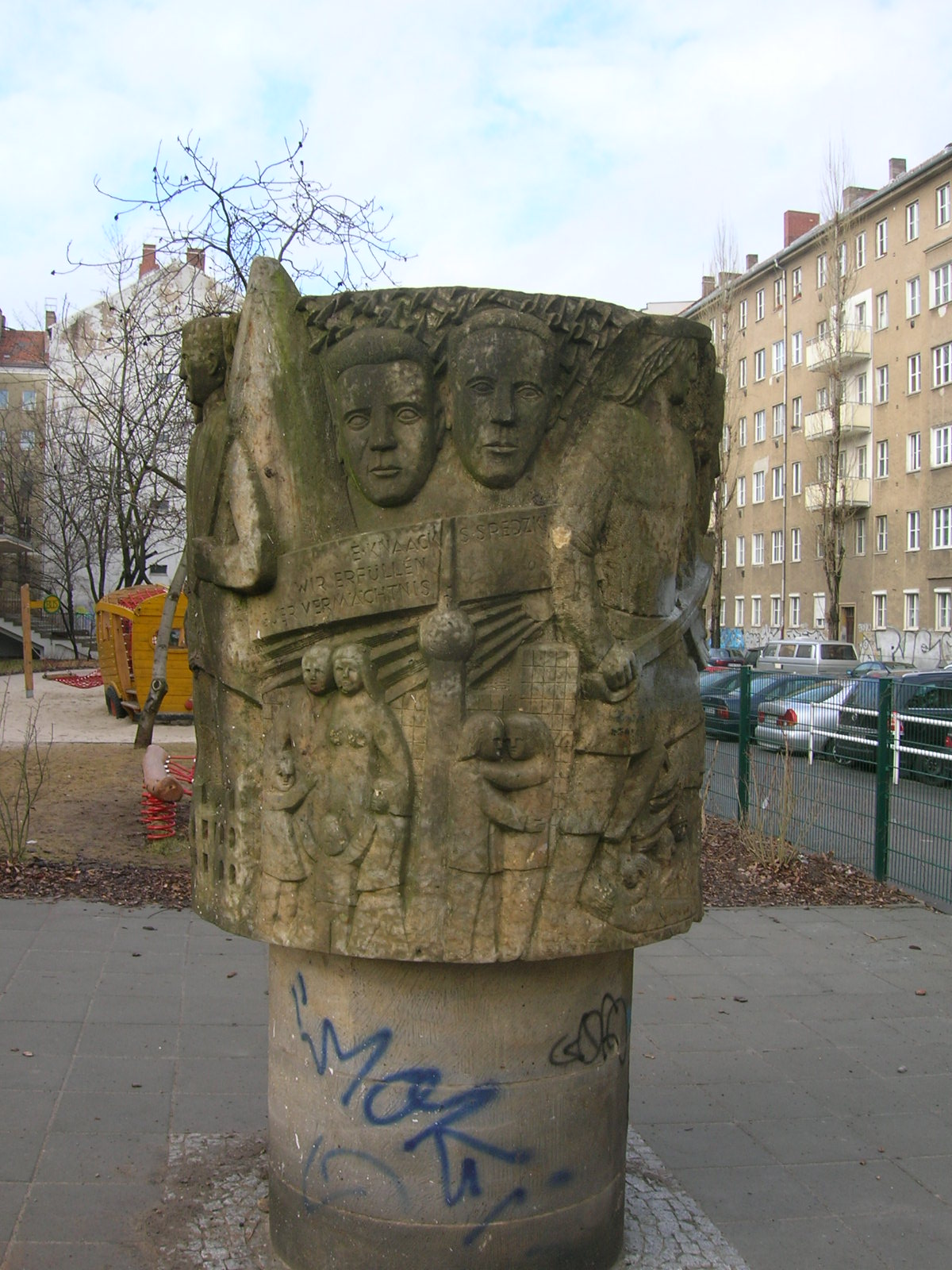
Gedenkstele für Siegmund Sredzki und Ernst Knaack im Vorgarten der Berliner Grundschule am Kollwitzplatz

In Berlin-Prenzlauer Berg wurden nach ihm die Knaackstraße, das Ernst Knaack Jugendheim, das bis zu seiner Schließung unter dem Namen Knaack-Klub bekannt war, und die 24. POS Ernst Knaack in der Kastanienallee benannt, die Stele Traditionen der deutschen Arbeiterklasse von Heinz Worner (Knaackstraße 53–67) ist den ermordeten Antifaschisten Ernst Knaack und Siegmund Sredzki gewidmet. Die Jugendherberge in Brotterode (Thüringen) trägt ebenfalls seinen Namen. Sein Name steht an der Ringmauer der Gedenkstätte der Sozialisten im Zentralfriedhof Berlin-Friedrichsfelde.

## Film
- Peter Kahane: Trompete, Glocke, letzte Briefe (1977)[3]